# Alfred Schmalzer
Alfred Schmalzer (Viena, 28 de outubro de 1912 - 21 de janeiro de 1944) foi um handebolista de campo austríaco, medalhista olímpico.
Fez parte do elenco vice-campeão olímpico de handebol de campo nas Olimpíadas de Berlim de 1936, atuando em três partidas.